# Calycidorididae
Calycidorididae Roginskaya, 1972 è una famiglia di molluschi nudibranchi appartenente alla superfamiglia Onchidoridoidea.

## Tassonomia
La famiglia comprende due generi:
- Calycidoris Abraham, 1876
- Diaphorodoris Iredale & O'Donoghue, 1923